# Mrčevac (ort)
Mrčevac är en ort i Montenegro. Den ligger i den sydvästra delen av landet, 40 km väster om huvudstaden Podgorica. Mrčevac ligger 21 meter över havet och antalet invånare är 797.
Terrängen runt Mrčevac är kuperad västerut, men österut är den bergig. Havet är nära Mrčevac västerut. Runt Mrčevac är det ganska glesbefolkat, med 48 invånare per kvadratkilometer. Närmaste större samhälle är Herceg Novi, 15,2 km väster om Mrčevac. I omgivningarna runt Mrčevac växer i huvudsak blandskog.